# Podotenus toowoombaensis
Podotenus toowoombaensis är en skalbaggsart som beskrevs av Zdzisława Stebnicka och Henry Fuller Howden 1994. Podotenus toowoombaensis ingår i släktet Podotenus och familjen Aphodiidae. Inga underarter finns listade i Catalogue of Life.